# Topaza
Topaza  (topaaskolibries) is een geslacht van vogels uit de familie kolibries (Trochilidae) en de onderfamilie Florisuginae. Er zijn twee soorten:
- Topaza pella  – Topaaskolibrie
- Topaza pyra  – Vuurtopaaskolibrie